# Pantoffeldiertjes
Pantoffeldiertjes (wetenschappelijke naam: Paramecium) is een geslacht van eencellige organismen uit de stam van de Ciliophora (trilhaardiertjes).

## Kenmerken
Afhankelijk van de soort bedraagt de lengte tussen 50 en 300 μm.
De vorm van de cel lijkt enigszins op een klein pantoffeltje. Het lichaamsoppervlak is bedekt met trilharen die zorgen voor de voortbeweging. Door de asymmetrische vorm draait het diertje zich om zijn lengteas rond als het zich met behulp van de trilharen verplaatst. De trilharen hebben ook een functie bij het voeden.
Een pantoffeldiertje bevat twee typen kernen, één macronucleus die betrokken is bij de metabolische functies van de cel, en één micronucleus die een rol speelt bij de voortplanting.

## Leefwijze
Pantoffeldiertjes zijn bacterivoor: ze voeden zich met van afgestorven plantenresten levende bacteriën. Het milieu waar de pantoffeldiertjes leven is zuurstofarm tot praktisch zuurstofloos door het rottingsproces dat door de bacteriën veroorzaakt wordt.
Om voedsel op te nemen brengt het pantoffeldiertje de voedseldeeltjes met de cilia naar de orale groeve (peristoom). In deze orale groeve ligt het cytostoom, een voorafbepaalde plaats waar het pantoffeldiertje via instulping een voedselvacuole maakt rond de voedseldeeltjes. Deze voedselvacuolen maken dan een reis door het cellichaam, waarbij het voedsel wordt verteerd. Het onverteerde materiaal wordt uitgescheiden aan het cytoproct.
Er is een constante osmotische beweging van water van buiten naar binnen het lichaam. Het pantoffeldiertje heeft twee afwisselend kloppende vacuoles. Het overtollige water wordt weggepompt door deze kloppende vacuolen. Via een porie verlaat het water het cellichaam als een kloppende vacuole samentrekt. De porie wordt afgebroken als de vacuole leeg is en wordt weer opgebouwd als de vacuole vol is. Dit geldt ook voor de verzamelkanalen waarlangs de vacuole het water verzamelt. Deze worden afgebroken als de vacuole vol is (zodat het water tijdens de pompbeweging niet langs die kanalen wegloopt) en worden weer opgebouwd als de vacuole leeg is (zodat nieuw water verzameld kan worden).
Zelf zijn pantoffeldiertjes het voedsel van vele kleine vissen en andere waterdiertjes.

### Endosymbiose

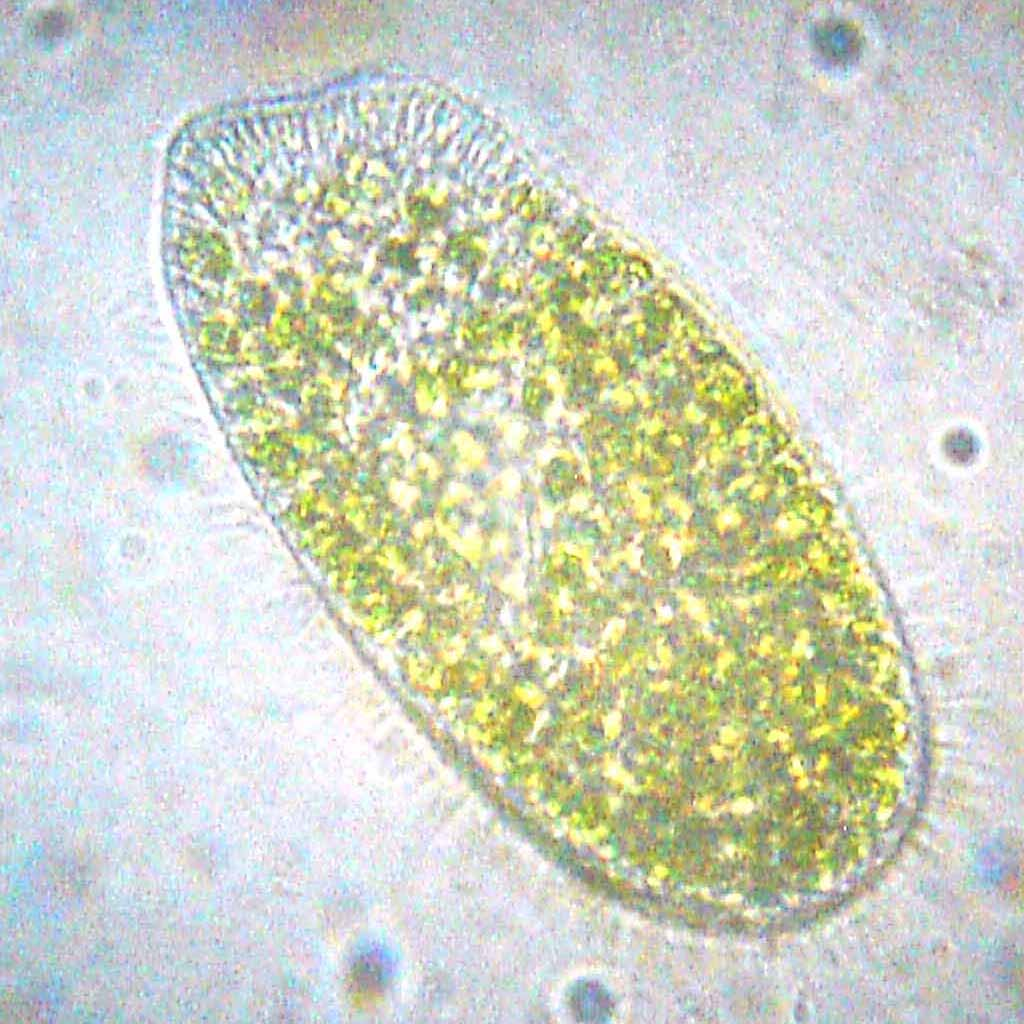
De fotoautotroof levende Paramecium bursaria.

Paramecium bursaria is de gastheer van een endosymbiont, een groenalg van het geslacht Chlorella. 
Per gastheer kunnen honderden endosymbionten aanwezig zijn. Deze hebben elk een eigen vacuole. Ze voorzien de gastheer van suikers en maken fotoautotrofe levenswijze mogelijk. De symbiose is facultatief: beide partners kunnen onafhankelijk van elkaar groeien, maar de gastheer kan de endosymbiont weer opnemen, nadat deze verloren is gegaan, bijvoorbeeld doordat de endosymbiont door de gastheer is verteerd tijdens het leven in het donker.

## Voortplanting

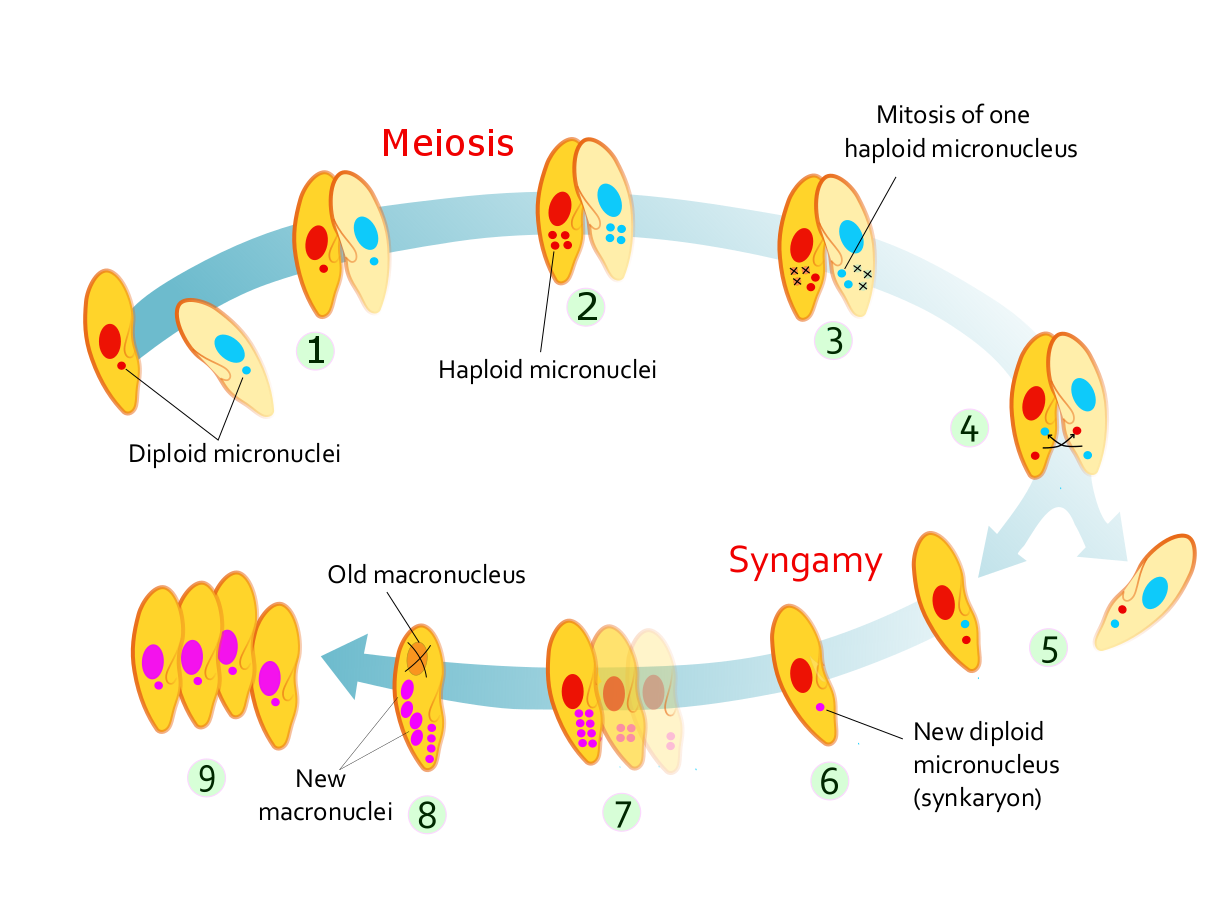
Conjugatie

De voortplanting is meestal ongeslachtelijk door celdeling. De geslachtelijke voortplanting vindt plaats tijdens een bepaald deel van de levenscyclus. Dit proces zorgt voor genetische uitwisseling door zowel het laten plaatsvinden van meiotische als mitotische celdelingen. Deze vorm van voortplanting wordt ook wel conjugatie genoemd.
Als de (over)leefomstandigheden goed genoeg zijn, zal de voortplanting voornamelijk plaatsvinden door mitotische celdelingen. Het is de snelste en makkelijkste manier van voortplanting en er zijn geen aanpassingen van het DNA nodig om te kunnen overleven.
Als de (over)leefomstandigheden niet goed zijn, zal de voortplanting voornamelijk plaatsvinden door meiotische celdelingen. Om kansen voor een beter DNA voor in deze omgeving met de negatieve leefomstandigheden, zodat ook deze leefomgeving bewoond kan worden. DNA wordt tussen twee organismen uitgewisseld door meiose die plaats heeft gevonden in de micronucleus wat uitgewisseld wordt.

## Taxonomie
De volgende soorten worden te onderscheiden:
- Paramecium africanum
- Paramecium aurelia (O.F. Müller, 1773)
- Paramecium bursaria (Ehrenberg)
- Paramecium caudatum (Ehrenberg, 1838)
- Paramecium micronucleatum
- Paramecium multimicronucleatum (Powers & Mitchell, 1910)
- Paramecium pentaurelia
- Paramecium primaurelia
- Paramecium putrinum (Claparéde & Lachmann)